# Farman Aviões

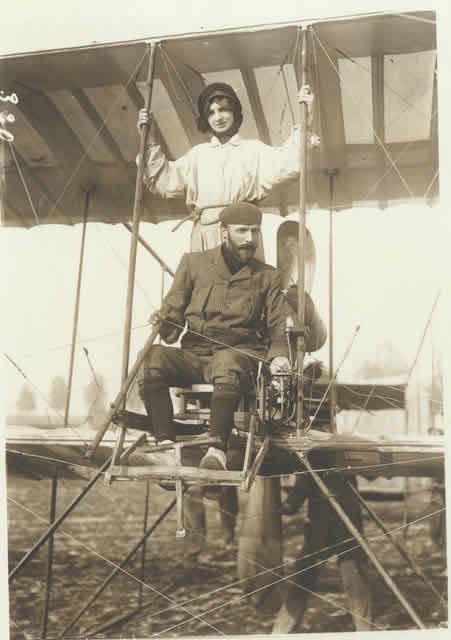
Henry Farman em um biplano em 1913

Farman Aviões (em francês:Avions Farman e inglês:Farman Aviation Works) foi uma empresa francesa fabricante de motores e aviões fundada em 1908 pelos irmãos Farman (Richard, Henry e Maurice).
A empresa foi dissolvida em 1956 e entre sua fundação e o ano de 1941, foram desenvolvidos mais de 200 modelos de aviões.

## Modelos produzidos

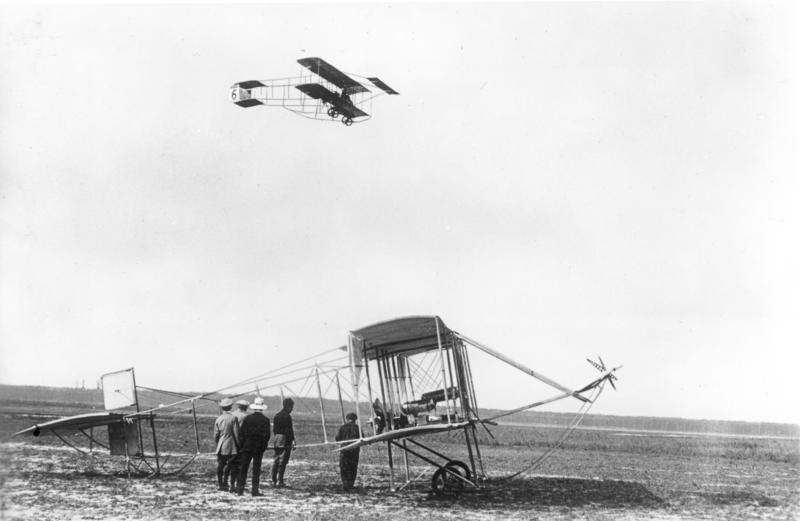
Um Farman III em voo, Berlin - 1910

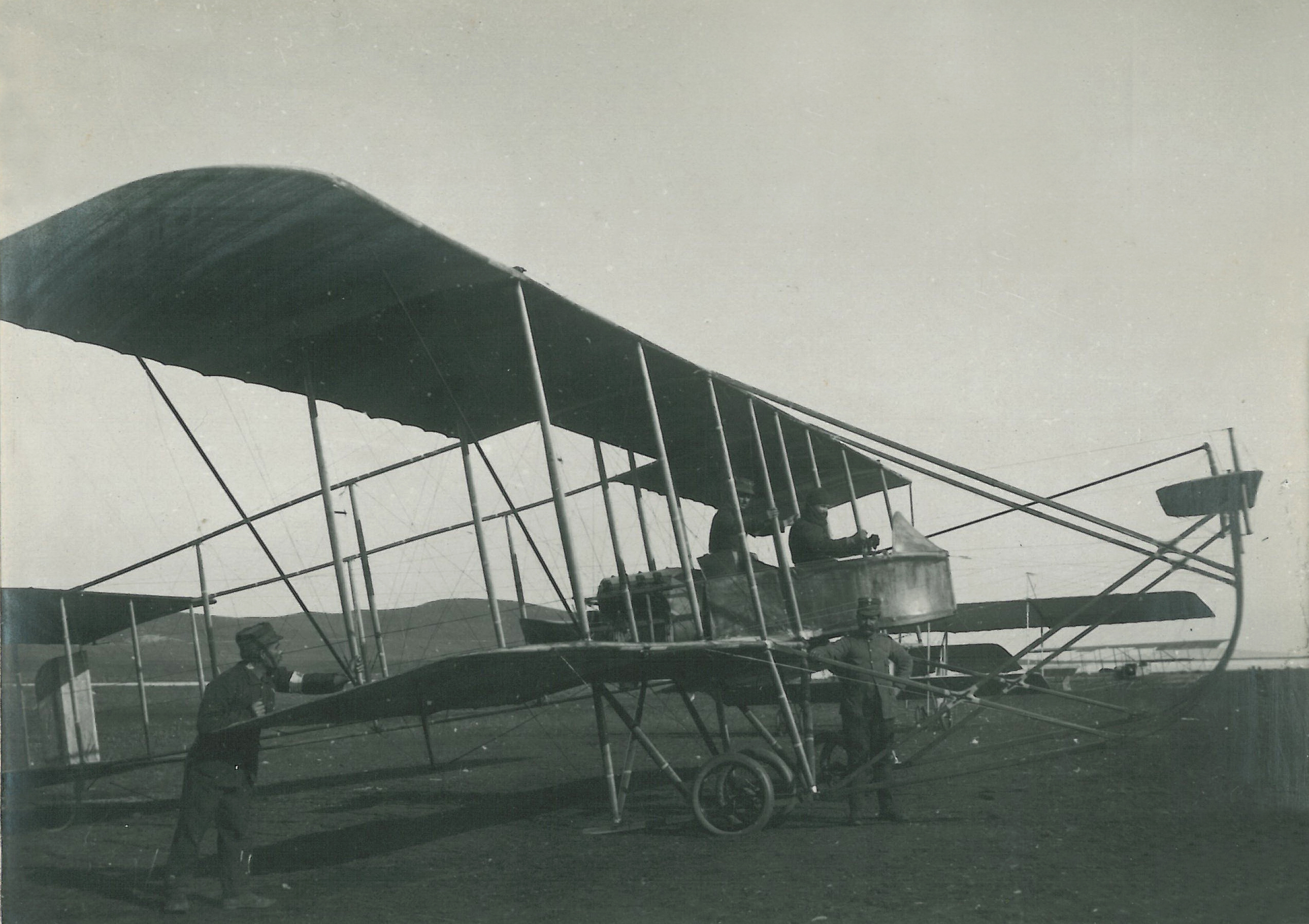
O avião MF.7 Longhorn, em Preveza em dezembro 1912

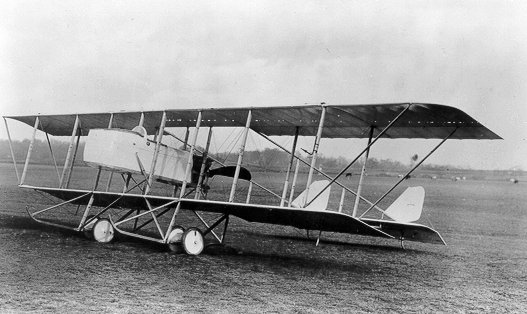
O MF11, 1915

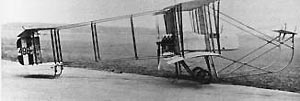
O avião Farman MF.7

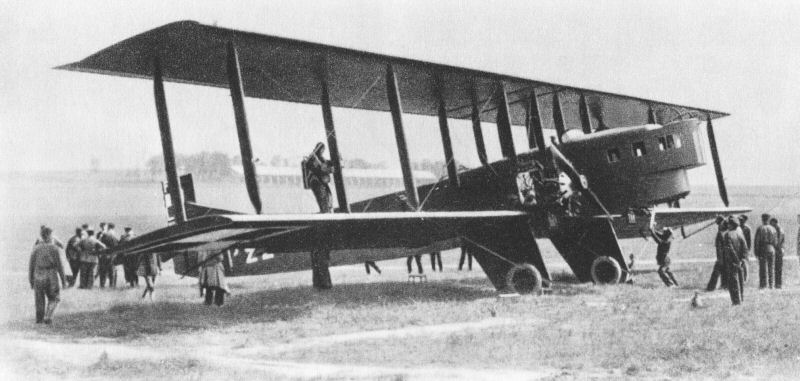
Um Farman F.60 Goliath, 1919

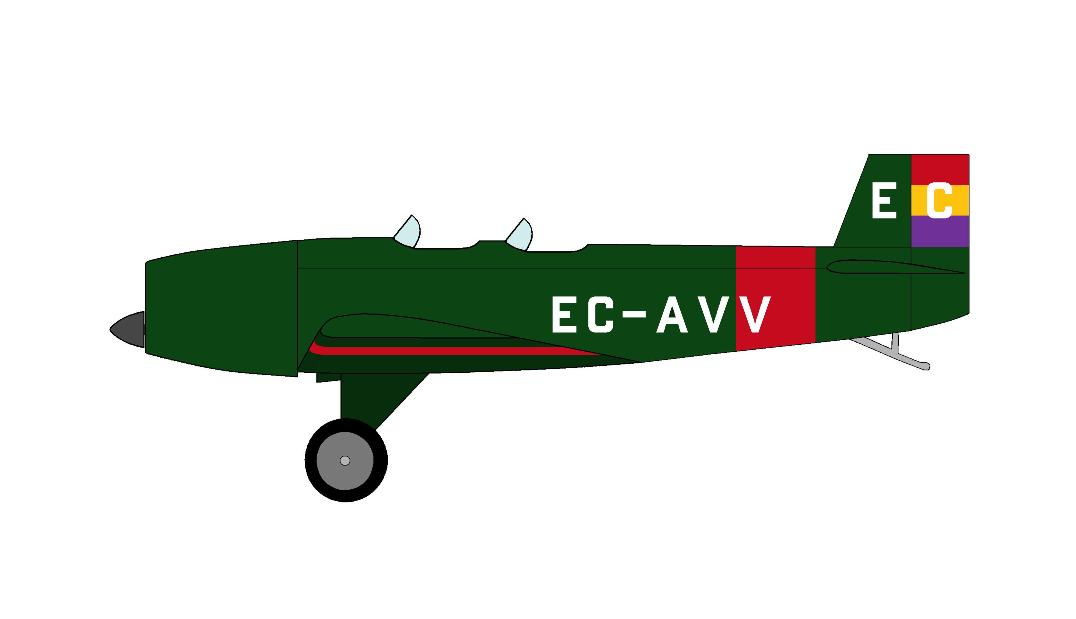
Farman F.354

Alguns dos modelos produzidos pela empresa Farman
- Farman I (1907-08)
- Farman II (1909)
- Farman III (1909)
- Farman MF.7 Longhorn (1913)
- Farman MF.11 Shorthorn (1913)
- Farman HF.20  (1913)
- Farman F.30 (1915)[3]
- Farman F.40 (1915)
- Farman HF.30 (1916)
- Farman F.31 (1918)[4]
- Farman F.50 (1918)
- Farman F.60 Goliath (1919)
  - Farman F.60 Torp - (1920s)
- Farman Moustique (1919)
- Farman Sport (1919)
- Farman B.2 (1920s)
- Farman BN.4 (1922)
- Farman F.80 (1921)
- Farman F.90 (1921)
- Farman F.110 (1921)
- Farman F.51 (1922)
- Farman F.120 (1923)
- Farman F.140 Super Goliath (1924)
- Farman A.2 (1924)
- Farman F.130 (1925)
- Farman F.170 Jabiru (1925)
- Farman F.150 (1926)
- Farman F.160 (1928)
- Farman F.180 (1928)
- Farman F.190 (1928)
- Farman F.200 (1929)
- Farman F.230 (1930)
- Farman F.250 (1931)
- Farman F.280 (1931)
- Farman F.211 (1932)
- Farman F.220 (1932)
- Farman F.1000, F.1001 & F.1002 (1932-5)
- Farman F.1010 (1933)
- Farman F.1020 (1933)
- Farman F.270 (1934)
- Farman F.300 (1930)
- Farman F.370 (1933)
- Farman F.380 (1933)
- Farman F.400 (1934)
- Farman F.420 (1934)
- Farman F.430 (1934)
- Farman F.460 Alize (1930s)
- Farman F.480 Alize (1936)
- Farman NC.470 (1938)
- Farman NC.471 (1938)
- Farman F.500 (1952)